# L'Italia del Popolo (1890)
L'Italia del popolo fu un quotidiano politico fondato a Milano nel 1890 da Dario Papa, per dar voce al movimento repubblicano in Lombardia e nel Nord Italia. Il nome riprese quello de «L'Italia del Popolo» del 1848, su cui avevano scritto Mazzini e Aurelio Saffi.
Al giornale collaborarono anche due tra i maggiori esponenti della corrente repubblicana, Arcangelo Ghisleri e Gustavo Chiesi. In particolare, fu quest'ultimo ad assumerne la direzione nel 1897 (anno in cui morì Dario Papa). Il primo numero uscì con data 7-8 giugno 1890, al prezzo di cinquanta centesimi la copia.
Le uscite proseguirono regolarmente fino al maggio 1898. In quel mese, con la repressione del moto popolare scoppiato a Milano, il direttore Gustavo Chiesi e tutta la redazione furono arrestati e poi condannati con l'accusa di essere stati tra i fomentatori Il governo ordinò la sospensione delle pubblicazioni, che durò circa due anni (dal n. 2846, anno IX (6-7 maggio 1898) al n. 1, anno X (25-26 dicembre 1900).
«L'Italia del popolo» riprese regolari uscite dal 25 gennaio 1900 fino al 31 luglio 1905.

## Direttori
- Dario Papa (7 giugno 1890 - 23 gennaio 1897)
- Gustavo Chiesi (gennaio 1897 - maggio 1898)
- Bortolo Federici (- novembre 1900)
- Luigi De Andreis (novembre 1900 - aprile 1901)
- Paolo Taroni (1901)
- Arcangelo Ghisleri (- novembre 1901)
- Innocenzo Cappa (novembre 1901[3] - 1904)